# Naty Botero
Natalia Hernández Botero (Medellín, Antioquia, 10 de febrero de 1980), más conocida por su nombre artístico Naty Botero, es una cantante, actriz y empresaria colombiana que llegó al reconocimiento en los años 2000 con su canción «Te quiero mucho».
Fue reconocida por sus múltiples nominaciones en los premios MTV EMA'S, Los Premios MTV Latinoamérica, Premios SHOCK de la música y sus múltiples colaboraciones con reconocidos artistas nacionales e internacionales. Actualmente abanderada de la defensa de las comunidades indígenas en la Sierra Nevada de Santa Marta Colombia con su fundación Coraje.

## Trayectoria

### Inicios
Su primera incursión en la música fue por medio de Felix Da Housecat, quien la invitó a cantar en su disco Devin Dazzle & the Neón Fever, participando en cinco temas.
Decidió lanzarse como solista en 2006 con su sencillo Te Quiero Mucho, producido por Christian Castagno y lanzado por Sony Music en Colombia y varios países de Latinoamérica y Europa.
Como directora de cine (egresada del School of visual arts), fue la directora del vídeo Contacto, del también colombiano Andrés Cabas, el cual ganó el premio Mucha Música al mejor vídeo pop. Su primer cortometraje Little Death fue ganador en el Brooklyn Film Festival en Nueva York. Como actriz, participó en varias películas y obras de teatro en Estados Unidos; tomó clases de arte dramático con Susan Batson (Nicole Kidman, Tom Cruise) y participó en la película colombiana Esto huele mal en donde Fuego, canción incluida en su primer disco, hizo parte de la película y de su banda sonora. Fuego también formó parte de la banda sonora de la película estadounidense No es sólo otra película gay.

### 2006-2009:Naty Botero
En 2006, es la encargada de abrir el concierto de Gustavo Cerati en Bogotá (Gira Ahí Vamos) y es invitada para presentar y entregar el premio a mejor artista pop internacional concedido al cantante británico Robbie Williams en los premios MTV Latinos celebrados en México; allí se dio a conocer en toda Latinoamérica.
Te Quiero Mucho fue la canción que la dio a conocer en el mundo de la música, con la cual se posicionó en el número 1 de las radios en Colombia, Ecuador, Venezuela, Perú y varias ciudades de México. 
Fue nominada a los premios MTV Latino como mejor nueva artista central, también a los premios Shock y Ritmo Son Latino en 2007. Su segundo sencillo promocional Dinosaurio, fue una de las 5 canciones más sonadas en Colombia durante el 2007; su tercer sencillo Mío estuvo en los 10 más pedidos de MTV Latino y HTV. Todos estos temas (12 en total) formaron su álbum debut Naty Botero, el cual fue presentado en vivo para el público el 12 de septiembre de 2006.
Participó en el Reality show Se busca intérprete del Canal RCN en Colombia, representando y guiando la categoría Rock-pop, frente a otros géneros como el vallenato, salsa, urbano y popular.

### 2010-2011:Adicta
Finalizando el 2009, presenta Esta noche es nuestra, primer sencillo de lo que sería su segundo álbum. Esta canción mostró una faceta más latina de la cantautora, al colaborar con el reconocido sonero colombiano Joe Arroyo; el vídeo de Esta noche es nuestra fue dirigido por la propia Naty y filmado en el Castillo de Salgar en Barranquilla.
Iniciando el 2010 y de manera independiente, Naty presenta Adicta, su segundo álbum de estudio, con el cual es nominada a los premios Shock 2010 en Colombia como mejor solista Pop. Del mismo álbum llegaron sencillos como Tu Amor me Parte en Dos y Niño Loco, cuyo video rodado en Guatemala estuvo entre los diez más pedidos de la cadena MTV. Adicta, canción que da nombre al disco, funcionó como cuarto sencillo del álbum y cuenta con la participación de Tostao, vocalista de la banda ganadora del Latin Grammy Choc Quib Town.
En 2011 lanza Knokeada, quinto sencillo de Adicta, cuyo vídeo fue rodado en Ciudad de México bajo la dirección de Adrian Burns y contó con la participación del reconocido actor mexicano Miguel Rodarte.
Mucho Más fue lanzado a finales de 2011 como el sexto y último sencillo de Adicta.
En el mismo año, la colombiana ahora radicada en México presenta una nueva versión del clásico Amor de mis Amores (Que nadie sepa mi sufrir), con el cual es invitada a participar en el festival México Suena de la cadena Televisa. También logra una alta rotación en Ritmo Son Tv, Telehit y HTV e inicia una gira promocional de conciertos por Ciudad de México, Guadalajara, Puebla, Cancún y más ciudades del país azteca.
Paralelo a sus shows como cantante, Naty incursiona en la escena DJ, emprendiendo su Naty Botero Dj Set Tour con lleno total en discotecas y clubs de Miami, México, Venezuela, Ecuador (11 ciudades) y Colombia, mezclando lo mejor de la música del momento e interpretando en vivo versiones especiales de sus canciones.

### 2012:Manifiesto de AmorySexo Que Sana
En 2012 presenta Manifiesto de amor, una canción enérgica, divertida y romántica que cuenta con un vídeo rodado en la Sierra Nevada de Santa Marta en Colombia, en donde Naty empieza a desarrollar el trabajo de su fundación Coraje con niños de las comunidades indígenas. Esta canción le dio una nominación a los MTV EMAS (MTV EUROPA) en la categoría de mejor artista latinoamericano al lado de Juanes y también a los premios Shock 2012 como mejor solista femenina. Esta canción fue lanzada como el primer sencillo oficial de su tercer álbum titulado Coraje.
A la vez, Naty es invitada a participar en la banda sonora oficial de la película ¿Quién paga la cuenta?, para la cual graba el tema Malahiel junto al cantautor hondureño Polache; el tema y la película se convierten en un éxito en todo Honduras, llegando a los primeros lugares de popularidad.
Finalizando este año presenta Sexo Que Sana, segundo sencillo de su tercer álbum, canción que contó con la colaboración del rapero sanandresano Jiggy Drama. El vídeo fue la primera parte de La Trilogía de la reinvención, proyecto visual dirigido por Naty en el cual la cantante y directora trabajó de la mano del Dj y productor F3nix Castillo. Secrets y Volver a Volar también forman parte de esta trilogía visual.

### 2013:La PistayCoraje
En el primer semestre de 2013, Naty participa en el reality show La Pista, creado por Caracol Televisión junto al grupo de baile A4 Urban, logrando posicionarse entre los 3 mejores grupos en la final del programa.
El 29 de agosto Naty Botero presenta en vivo Coraje, su tercer álbum de estudio, definido como su disco más íntimo, honesto y personal, con 20 canciones grabadas entre México, Colombia y Estados Unidos, que se pasean entre la cumbia electrónica y el pop experimental que caracteriza su sonido. El álbum fue presentado al público con el tercer sencillo Jálame el Pelo, una pegajosa canción que compuso junto al cantante y compositor colombiano Julio Nava; este álbum incluye colaboraciones con músicos como Morenito de Fuego, Amandititita y Serko Fu de México y también con La Bermúdez y Herencia de Timbiquí de Colombia.

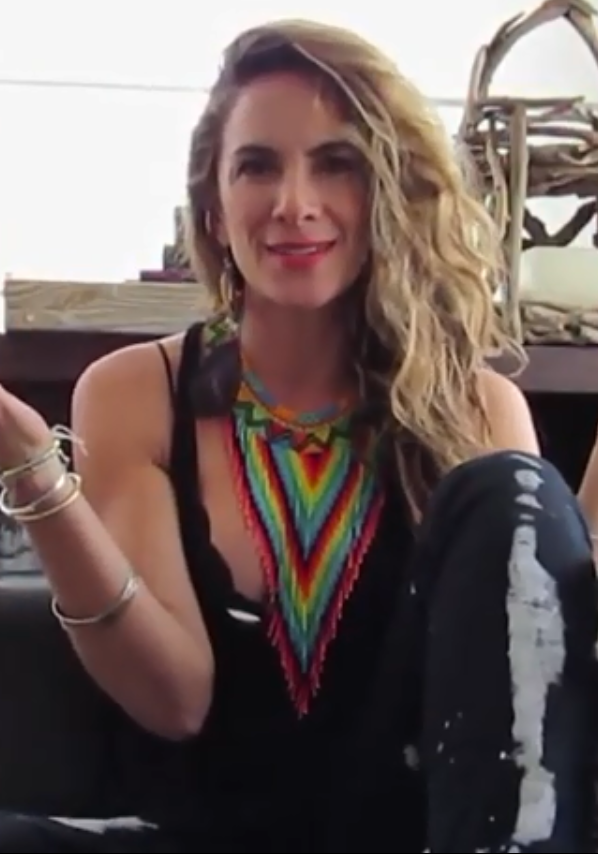
Naty Botero 2017

### 2014:Coraje
En 2014, Naty promociona Rosa el cual se convierte en el quinto sencillo promocional de Coraje, inspirada por el icono de la moda Yves Saint Laurent. El vídeo, filmado en la ciudad de París, es una celebración a la diversidad, en el cual la cantante vestida de hombre actúa con un modelo de rasgos andrógenos; “Todos podemos ser diferentes, eso nos hace únicos, fuertes y dignos de exigir respeto” afirmó la colombiana a los medios sobre el vídeo de Rosa.
En este mismo año, Naty presenta como un promocional el tercer sencillo Femme Fatale junto al rapero mexicano Morenito de Fuego y Take you on a plane Feat. Savan, filmado en Guatemala, bajo la dirección de Giuseppe Badalamenti, quien invita a la colombiana a participar como actriz en la película Deus Ex Machina.
También es invitada por la cantante y actriz mexicana Dulce María, para participar en la canción Shots de amor, tema que grabaron al lado de la también mexicana Pambo, el cual fue incluido en Sin Fronteras, segundo álbum de estudio de la exintegrante del grupo RBD.
En el segundo semestre del 2014, Naty se convierte en jurado del programa de TV Baila Fanta del Canal Caracol; allí, junto a grandes exponentes de la danza mundial como Eddie Morales, recorrió varios colegios de Colombia buscando los mejores bailarines del país.
En diciembre se lanza el sexto sencillo del álbum; se trata de Vino, en colaboración con La Bermúdez, filmado en México e inspirado por la estética de Frida Kahlo. Ambas artistas emprenden una gira de shows por varias ciudades del país azteca y de Colombia.

### 2015:Coraje By Naty BoteroySiempre Juntos
Naty Botero incursiona en la industria de la moda, presentando unas semanas antes del inicio del año la primera colección de Coraje: By Naty Botero, en el marco del Barranquilla Fashion Week. Bikinis, accesorios y mochilas hechas a mano, diseñadas por la artista colombiana junto con las mujeres de la Sierra Nevada de Santa Marta, en donde ahora reside Naty, fueron presentados en pasarela. Los fondos de las ventas de estas piezas han sido destinados para proporcionar asistencia en salud, odontología y educación a las mujeres y niños de la zona a través de la Fundación Coraje, liderada también por la artista colombiana.
Coraje By Naty Botero, que ya cuenta con tres colecciones entre 2015 y 2016 Coraje Shop, Diosa Guajira y Madre Tierra, nació como un emprendimiento para contribuir y empoderar a las mujeres y niños de la Sierra Nevada en Santa Marta. 
Las colecciones han sido presentadas en diferentes pasarelas como Ibagué, Maquila y Moda y Palmira Expomoda. También hace parte de la pasarela FRIDA, del diseñador Betto Duran, con un show musical en el que interpreta sus éxitos de Coraje.
En el segundo semestre de 2015 se lanza la balada Siempre Juntos, como séptimo sencillo oficial del álbum Coraje, esta vez al lado de la agrupación colombiana ganadora de la gaviota de plata en Viña del Mar: Herencia de Timbiquí. Siempre Juntos debuta en carteleras de ventas digitales y el vídeo consigue alta rotación en diferentes canales de Latinoamérica.
Naty recibe la nominación a los premios MTV Millennial Awards 2015 (MTV MIAW) como mejor artista colombiano del año, al lado de J Balvin y otros exponentes de la música nacional; esta vez se convirtió en la única mujer colombiana nominada.
Finalizando el 2015, Naty se convierte en mentora y jurado del reality show musical Barena Karaoke Nights desde Honduras; allí participa activamente como imagen principal de la cerveza Barena, recorriendo varias ciudades en busca de las mejores voces del país catracho.

## 10 Años de carrera artística y construcción deCasa Coraje

### 2016:Mi Esencia
El 2016 inicia con la celebración de los 10 años de carrera de la artista colombiana, de la mano de Sony Music México. Naty presenta Mi Esencia, su primer álbum recopilatorio, el cual presentó con un concierto en vivo desde Ciudad de México. El álbum, distribuido únicamente en el país azteca, contiene temas de sus tres álbumes de estudio (Naty Botero-2006, Adicta-2009 y Coraje-2013).
Mi Esencia cuenta con 2 tracks inéditos, Cielo y Quiéreme, con la participación de Maite Hontelé. También se pueden escuchar algunos de sus duetos más reconocidos como Esta noche es nuestra con Joe Arroyo, Siempre Juntos con Herencia de Timbiquí, Vino con La Bermúdez y con exponentes mexicanos como Morenito de Fuego, quien participa en Femme Fatale y Amandititita (La diosa de la Anarcumbia) en La Lengua, el cual se convirtió en el octavo sencillo de la artista colombiana.
Continuando con su faceta como empresaria, Naty construye su propio hotel en Palomino desde la Sierra Nevada de Santa Marta: Casa Coraje, una casa de playa en donde el yoga, la música y el amor por la naturaleza son los protagonistas.
Naty participa como jurado en la segunda temporada de los Barena Karaoke Nights en Honduras, compartiendo el papel de mentora junto a varias personalidades como JenCarlos Canela, Joey Montana y Los Bohemios, con quienes participa en un nuevo tema Me muero por volver, tema que alcanza gran popularidad en el país catracho.
La colombiana celebra sus 10 años de carrera artística con una gira de shows acústicos por México (Guadalajara, Ciudad de México, Cancún, Puebla), Honduras (San Pedro Sula, Tegucigalpa), Estados Unidos (Miami, Los Ángeles y Burning Man en Reno Nevada) y Colombia, la cual finaliza con un concierto en Bogotá en el mes de noviembre. Desde el marco de la feria de arte Barcú, presenta el vídeo oficial de Coraje, filmado desde el festival Burning Man y el cual funciona como noveno y último sencillo de la era Coraje, del que se lanzaron 9 sencillos y 12 videos en total.

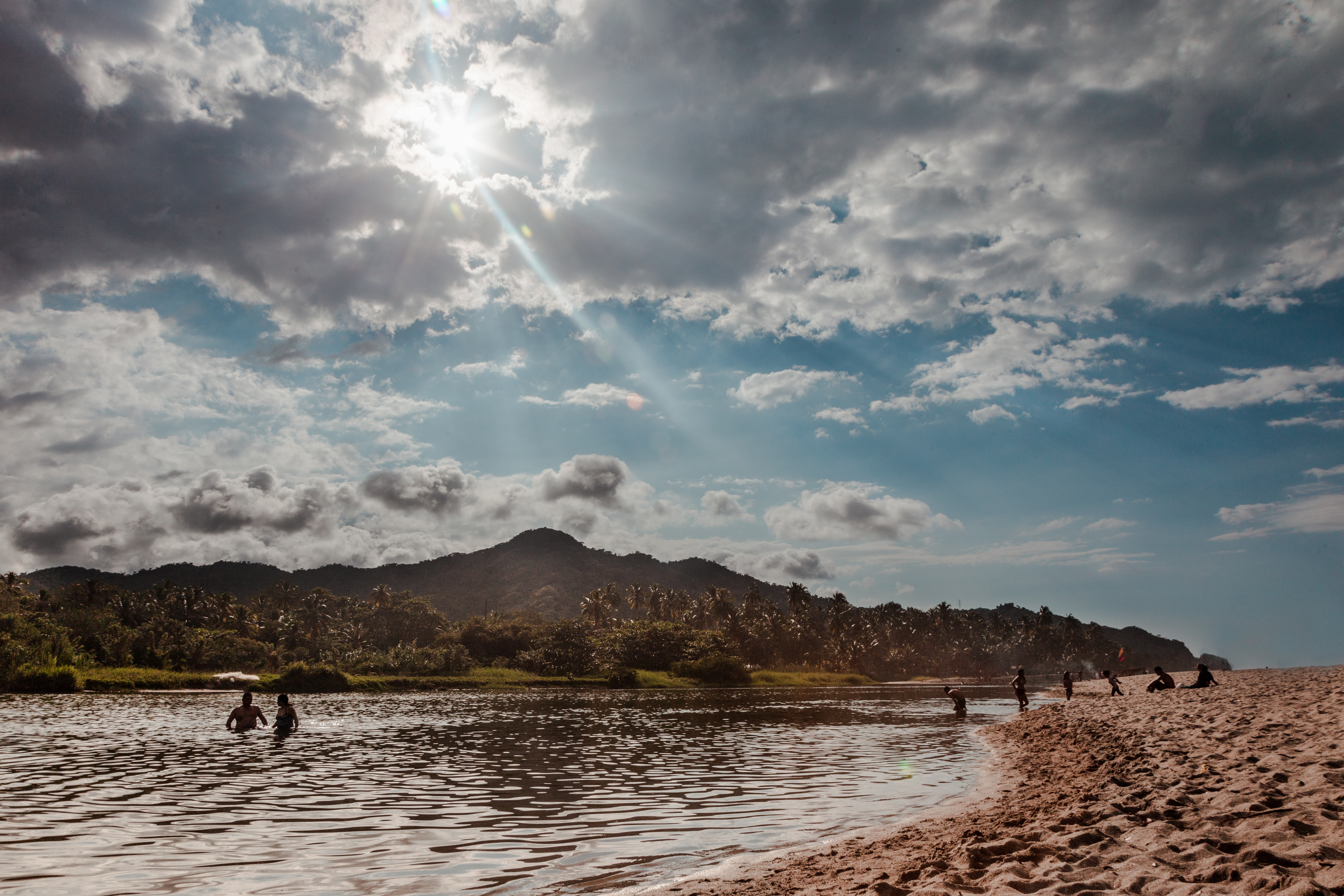
Playa de Palomino, Colombia. Allí vive Naty Botero, cerca de la Sierra Nevada de Santa Marta, ubicada a orillas del mar Caribe colombiano.

### 2017: Guardiana de la Sierra Nevada de Santa Marta
Como una iniciativa de la cantautora colombiana, el 10 de febrero de 2017 junto con los niños e indígenas de la cuenca de Palomino en la sierra nevada de Santa Marta, se llevó a cabo la siembra de más de 1000 árboles para reforestar esta tierra. Con esta actividad se buscó concienciar, educar y continuar ayudando a hacer comunidad en este lugar sagrado para indígenas Koguis, Arahuacos y Wiwas de la sierra.
La siembra se llevó a cabo en un acto de 3 días, sincronizados para sembrar desde el pueblo de Palomino por el borde del lado de La Guajira hasta llegar al centro educativo Seivyaca, colegio indígena al cual se llega a 1 hora caminando desde el pueblo de Palomino y en el que la colombiana con su fundación Coraje ha venido haciendo donaciones de libros y sesiones de odontología para los niños estudiantes.
Naty Botero grabó su cuarto álbum de estudio entre Estados Unidos y Colombia.

### 2018-2020:InDios / InLovey20/20 Collage
El cuarto álbum de Naty Botero llega en 2018 junto con el primer sencillo titulado 11/11, lanzado a finales de 2017 y con ritmos mucho más caribeños mezclados con cumbia y pop. El segundo sencillo Cucurucumbia y parte de su cortometraje InDios son lanzados como la primera parte de este disco doble que contiene 17 temas y fue lanzado en mayo de 2018. Diferente, el primer corte del álbum, es lanzado a comienzos del año como un promo sencillo. Para abril, Naty lanza el tercer sencillo oficial, la canción Lloré de felicidad, junto al cantante Charles King. Además de este, el álbum contiene la colaboración de Cata Pirata en el tema Rompe, canción que sería lanzada como el cuarto sencillo. Otros sencillos como Se va y Vas como río fueron lanzados durante el 2019.
A finales de 2019, Naty lanza el tema Comelo, junto a la cantante Bemba Colora, canción que sirve como primer sencillo de su álbum doble de titulado 20/20 Collage: Remixes and B sides.

### 2021-2022: Proyecto que incluyeTengo Fe,Puro AmoryDespedida
En el año 2021 y como parte de su nuevo proyecto, lanza la canción Tengo Fe, la cual fue inspirada en los sentimientos de Botero, de ser una mujer fuerte pero a la vez suave y dulce. Esta canción tiene como propósito transmitir un mensaje de amor, dejando el odio de lado y cambiando la duda por la fe. El desarrollo de este nuevo trabajo musical se llevó a cabo en Palomino, Departamento de La Guajira, lugar de residencia de Botero durante varios años y donde vive con su familia.
En el año 2022 y como parte del mismo proyecto musical, lanza un nuevo tema denominado Puro Amor, en el cual utiliza ritmos del merengue dominicano, para expresar el amor hacia su pareja, pero igualmente deseando expresar un sentimiento de amor propio en ese punto de su vida personal y su carrera musical. El video de esta canción también fue rodado en la localidad de Palomino, en la costa Caribe colombiana.
En julio de 2022, Naty presentó el sencillo Despedida, realizado en colaboración con el cantante colombiano Andrés Cabas. El video de esta canción romántica fue filmado en el departamento de La Guajira y en la Sierra Nevada de Santa Marta.

## Discografía
| Año  | Álbum           | Sello             |
| ---- | --------------- | ----------------- |
| 2006 | Naty Botero     | Sony Music México |
| 2010 | Adicta          | EMI Music         |
| 2013 | Coraje          | Naty Botero Music |
| 2016 | Mi Esencia      | Sony Music        |
| 2018 | InDios / InLove | Naty Botero Music |
| 2020 | 20/20 Collage   | Naty Botero Music |

## Filmografía
- Little Death (2003) - cortometraje
- Por amor a Gloria (2005) - telenovela
- No es sólo otra película gay (2006) - banda sonora de la película
- Esto huele mal (2007) - película
- La pista (2013) - concurso de televisión
- Baila Fanta (2014) - concurso de televisión
- Barena Karaoke Nights (2016) - concurso de televisión
- InDios (2018) - cortometraje